# Paul Patzelt
Paul Patzelt (* 18. Juli 1932 in Neu Mohrau, Deutsches Reich, heute Nowa Morawa, Polen; † 6. Juni 2013 in Marburg) war ein deutscher Chemiker und Hochschullehrer.

## Biografie
Patzelt studierte zwischen 1954 und 1960 Chemie an der Johannes Gutenberg-Universität Mainz. Unter Fritz Straßmann promovierte er 1965 im Bereich der Kernchemie unter dem Titel „Beiträge zur indirekten Bestimmung der Halbwertszeiten kurzlebiger Spaltedelgase“. Parallel zu seiner Tätigkeit an der Mainzer Hochschule war er ab 1967 regelmäßig forschend am CERN tätig. 1970 wechselte er an die Philipps-Universität Marburg, an der er 1972 eine Professur erhielt. Von 1975 bis 1976, von 1983 bis 1984 und von 1989 bis 1990 war er Dekan. 1997 ging er in den Ruhestand.
Patzelt beschäftigte sich lehrend und forschend insbesondere mit Fragestellungen von Kern- und Schwerionenreaktionen, der Kernspektrometrie und der Umweltradioaktivität.